# Gare de Foëcy
La gare de Foëcy est une gare ferroviaire française de la ligne de Vierzon à Saincaize, située sur le territoire de la commune de Foëcy, dans le département du Cher, en région Centre-Val de Loire.

## Situation ferroviaire
Établie à 116 mètres d'altitude, la gare de Foëcy est située au point kilométrique (PK) 211,037 de la ligne de Vierzon à Saincaize, entre les gares de Vierzon-Forges et Mehun-sur-Yèvre.

## Histoire
La gare est mise en service le 20 juillet 1847 par la Compagnie du Centre. 

## Fréquentation
De 2015 à 2023, selon les estimations de la SNCF, la fréquentation annuelle de la gare s'élève aux nombres indiqués dans le tableau ci-dessous.
| Année     | 2015   | 2016   | 2017   | 2018   | 2019   | 2020   | 2021   | 2022   | 2023   |
| --------- | ------ | ------ | ------ | ------ | ------ | ------ | ------ | ------ | ------ |
| Voyageurs | 24 726 | 22 704 | 25 935 | 25 818 | 27 253 | 21 722 | 24 973 | 33 780 | 29 631 |

## Service des voyageurs

### Accueil
La gare est composée de deux quais latéraux, sans abri. Pour traverser les voies on utilise de simples planches. Le bâtiment voyageur est désaffecté.

### Desserte
En 2012, la gare est desservie par la relation commerciale Vierzon - Bourges (TER Centre-Val de Loire). En moyenne, vingt trains par jour desservent la gare dans les deux sens.